# رودخانه اوونز
رودخانه اوونز (انگلیسی: Owens River) در شرق کالیفرنیا در ایالات متحده است که تقریباً ۱۸۳ مایل (۲۹۵ کیلومتر) طول دارد. این رودخانه به دریاچه اندورهیک اونز در جنوب لون پاین، در پایین یک حوضه آبخیز ۲۶۰۰ مایل مربعی (۶۷۰۰ کیلومتر مربع) ختم می‌شود.